# Girolamo Maccabei de Toscanella
Girolamo Maccabei de Toscanella (falecido em 1574) foi um prelado católico romano que serviu como bispo de Castro del Lazio de 1543 a 1568.

## Biografia
No dia 6 de Julho de 1543, Girolamo Maccabei de Toscanella foi nomeado durante o papado de Paulo III como Bispo de Castro del Lazio, onde serviu como Bispo até à sua renúncia em 1568. Toscanella viria a falecer mais tarde, em 1574.

## Sucessão episcopal
Enquanto bispo, foi o consagrador principal de:
- Girolamo Dandini, Bispo de Caserta (1545);
- Giovanni Giacomo Barba, bispo de Téramo (1546); e
- Romolo Cesi, Bispo de Narni (1566);

e o co-consagrador principal de:
- Giovanni Battista Castagna, Arcebispo de Rossano; e
- Egidio Valenti, Bispo de Nepi e Sutri.[1]